# Niza Conejo
Niza Conejo är en ort i Mexiko.   Den ligger i kommunen El Barrio de la Soledad och delstaten Oaxaca, i den sydöstra delen av landet, 500 km sydost om huvudstaden Mexico City. Niza Conejo ligger 280 meter över havet och antalet invånare är 677.
Terrängen runt Niza Conejo är kuperad åt sydväst, men åt nordost är den platt. Runt Niza Conejo är det ganska tätbefolkat, med 86 invånare per kvadratkilometer. Närmaste större samhälle är Matías Romero, 8,2 km norr om Niza Conejo. Omgivningarna runt Niza Conejo är en mosaik av jordbruksmark och naturlig växtlighet.